# Nangma
Il Nangma (tibetano: ནང་མ་) è un genere musicale da ballo tibetano, imparentato con un altro genere tradizionale conosciuto come Toeshey.

## Storia
Il termine Nangma deriva dalla parola persiana Naghma (persiano: نغمه), che significa letteralmente melodia. Il Nangma, infatti, veniva praticato principalmente dalle famiglie musulmane giunte in Tibet dal Kashmir e dal Turkistan. Sebbene non si conosca il periodo esatto in cui ha fatto la sua comparsa in Tibet, il genere utilizza strumenti importati dalla tradizione musicale cinese, in particolar modo il dulcimer a martello conosciuto come yangchin, giunto in Tibet alla fine del XVIII secolo.
In epoca moderna, il nome Nangma è stato utilizzato sia da un gruppo musicale tradizionale composto da quattro membri, sia da un nightclub di Lhasa specializzato nella produzione di performance di questo genere.